# オペラ座の怪人 (2004年の映画)
『オペラ座の怪人』（オペラざのかいじん、原題: The Phantom of the Opera）は、2004年にアメリカで製作されたミュージカル映画。ガストン・ルルーの『オペラ座の怪人』の映画化だが、アンドルー・ロイド・ウェバーのミュージカルの映画化と言った方が正しい。

## ストーリー
1919年、オペラ・ポピュレールにて劇場に縁のある品を処分する公開オークションが開催される。ラウル・シャニュイ子爵は出展品である猿の形をした張り子のオルゴールを、激しい競りの末に競り落とす。相手は、黒いドレスに身を包んだマダム・ジリーであった。競売人は次に、荒廃したシャンデリアを「オペラ座の怪人による奇妙な出来事」で重要な役割を担ったと紹介する。シャンデリアは輝きを取り戻し、屋根の元の位置にゆっくりと上昇し、1870年に時代がさかのぼる。
グランド・オペラ『ハンニバル』のリハーサル中、オペラ座のオーナーであるムッシュ・レフェーヴは退職を決心し、オペラ座は芸術関連に全く経験のないリチャード・フェルマンとギルズ・アンドレが引き継いで買収したことを発表する。座付きソプラノ歌手のカルロッタ・ジュディチェリが新たなマネージャーたちのために歌い始めると、突然背景が崩れ落ち、カルロッタが下敷きになってしまった。人々が劇場下の地下墓地に住むと噂される「オペラ・ゴースト」の仕業だと口々に語る中、カルロッタが腹を立ててその場を去ってしまう。困り果てたマネージャ―達に、バレエのリーダーであるマダム・ジリーがダンサーのクリスティーヌ・ダーエがカルロッタの代役を務めさせることを提案する。マネージャーたちは半信半疑でうなずいて見せたが、クリスティーヌが実際に歌ってみせると驚くほどの出来にマネージャーたちは納得させられる。
その夜、クリスティーヌの舞台デビューは大成功のうちに幕を閉じた。舞台後、亡き父を懐かしむクリスティーヌにマダム・ジリーの娘であるメグが「いったいいつの間にこんなに歌が上達したのか」と興奮気味に問いかける。そんなメグに、クリスティーヌは父が生前言及した「音楽の天使」というミステリアスな指導者に稽古をつけられていると語る。クリスティーヌが楽屋に戻るとオペラ座の新しい後援者で初恋の相手のラウルが待っていた。2人は、幼い頃にクリスティーヌがラウルにだけ明かした秘密の思い出話を交わし、「音楽の天使」についても話す。しかし、ラウルはその話を「おとぎ話」だと取り合わずにクリスティーヌをディナーに誘う。「音楽の天使」のレッスンがあるからと断ろうとするクリスティーヌだったが、ラウルは聞く耳を持たずに、馬車を回すから待っているように言い残し部屋を出る。戸惑いつつ部屋に残ったクリスティーヌだったが、何者かが部屋に鍵を掛け彼女を閉じ込めてしまう。マダム・ジリーだけが、その様子を静かに見守っていた。その直後、クリスティーヌはどこからともなく聞こえる「音楽の天使」の声に導かれ、壁の鏡の中へと入って行く。実は「音楽の天使」とは他でもない「オペラ座の怪人」であり、鏡は怪人の隠れ家である地下につながる仕掛け扉になっていたのだ。
クリスティーヌを隠れ家に連れ去った怪人は彼女への愛を明かし、愛されたいと願う。そんな彼の歌声に魅了され、夢心地になっていたクリスティーヌだったが、怪人にベールをかけウエディング・ドレスを着たクリスティーヌの姿の人形を見せられた瞬間、クリスティーヌは気を失う。翌朝、クリスティーヌが目を覚ますと、怪人は作曲に没頭していた。怪人に興味を抱いたクリスティーヌは彼に近付き、好奇心のまま怪人の仮面を外してしまう。すると怪人は激怒し手で顔を覆い隠してしまった。怪人は仮面の下に醜い顔を隠しており、素顔を見たクリスティーヌを一生ここに閉じ込めてやると激高しながら、美への憧れを明かした。そんな怪人を哀れに思ったクリスティーヌは仮面を返し、その心情を理解しようとする。そして怪人は、クリスティーヌをオペラ座に返すことにする。
その朝、マネージャーたちに怪人からクリスティーヌの失踪、給料や劇場経営に関する手紙が届き、いったい何が起こっているのかと戸惑っていた。そこへ怒り狂ったカルロッタが手紙を手にオペラ座に帰ってきた。彼女への手紙には、カルロッタの代わりにクリスティーヌが『イル・ムート』で伯爵夫人を演じなければ、想像を絶する悲劇が起きると書かれていた。カルロッタは怪人への怯えとクリスティーヌへの怒りでオペラ座をやめると言い出し、フェルマンとアンドレは彼女の機嫌を取ろうと、ゴーストの警告を無視しカルロッタに主演を任せる。その夜、怪人は自分の指示に従わなかったマネージャーたちに公演を邪魔してやると警告を発する。
公演の夜、予定通りカルロッタは伯爵夫人を演じ続けるが、クリスティーヌに対して高慢な態度をとったため怪人を怒らせてしまい、細工によって声をカエルのように変えられてしまう。観客に笑われパニックになったカルロッタは舞台を下ろされ、マネージャーたちはクリスティーヌを代役に立てて公演を続けると発表しその場をしのぐ。その間をつなぐ為のバレエが慌ただしく上演される中、怪人は自らを追いかけて来た舞台係チーフのブケーを首吊りにし舞台上にぶら下げたため、会場は混乱に陥る。その混乱の中、クリスティーヌはラウルと共に屋根の上に逃げる。クリスティーヌは怪人の顔を見たことと怪人への恐れがある反面、怪人への哀れみも持つことをラウルに明かす。ラウルは怯えるクリスティーヌに愛を語り、永遠にクリスティーヌを守ると誓い安心させる。クリスティーヌはラウルの愛に応え、情熱的なキスをして2人はその場を去る。しかし、物陰で二人を目撃していた怪人は悲しみに打ちひしがれ、2人への復讐を誓う。
3か月後、オペラ座で仮面舞踏会が開催される。人々は怪人の存在を忘れ舞踏会に興じ、クリスティーヌはラウルからの婚約指輪を身に着けて共に舞踏会に参加した。しかし舞踏会は、赤死病の仮面の扮装をした怪人に中断される。怪人は自身が作曲した『ドンファンの勝利』の楽譜を持参し、マネージャーたちにオペラで上演するよう強制する。ラウルは怪人との戦いの準備のため一旦退室し、クリスティーヌは吸い込まれるように怪人に近付く。しかし、婚約指輪を怪人に見られ、奪われてしまう。怪人はそのまま床に仕掛けられた穴に逃げ、ラウルはその後を追い怪人と戦おうとするが、マダム・ジリーに止められる。穴からラウルを連れ出したマダム・ジリーは自分は何も知らないと主張するが、ラウルはそれを信じず、怪人の正体を問い詰める。その真剣さに負け、マダム・ジリーは怪人の過去について話し始めた。
マダム・ジリーがまだ少女だった頃、友人たちと見世物小屋に行くと、醜い子供が檻に入れられ「悪魔の子」として見世物にされているのを目撃する。その子供は皆が見ている前で鞭打たれ、見物客はそれを見て子どもを嘲笑った。小屋の主人が子供の顔を隠していた袋を剥ぎ取ると、子供の醜い顔が現れる。客たちがその醜さを笑う中、少女だったマダム・ジリーはその子供を哀れに思う。見物が終わった後もマダム・ジリーはその場をなかなか離れられず、入り口で檻を振り返ると、自分をつなぐ縄をほどいた子供が主人の首を絞めるのを目撃する。とっさに子供を檻から連れだしたマダム・ジリーは警察に追われながら、なんとか子供をオペラ座にかくまい、子供は地下に隠れ家を見付けてそこに住み着くようになった。それ以来マダム・ジリーは彼をかくまい続け、彼女だけがその事実を胸のうちにしまっている。
その翌日、クリスティーヌは部屋の前を見張るラウルが眠り込んだ隙に部屋を抜け出し、怪人が御者と入れ替わっていることに気付かないまま、馬車に乗って父の墓に向かった。馬車の音に目が覚めたラウルはクリスティーヌが出掛けたことに気付き、馬に乗って後を追いかける。墓についたクリスティーヌは、父の墓前で生前の父を想い嘆きに沈んでいた。怪人はクリスティーヌを取り戻そうと墓に潜み天使の振りをしてクリスティーヌを手なずけようとするが、すんでのところでラウルが現れ、音楽の天使の正体を暴く。そのまま怪人とラウルは剣で戦い始め、ラウルは怪人の剣を落として殺そうとする。しかし、すんでのところでクリスティーヌが間に割って入り、怪人の命を救う。クリスティーヌの願いを聞き入れたラウルは剣を納め、二人はその場を去るが、怪人は惨めさに怒りが増幅する。
墓から帰ったクリスティーヌは怪人への恐れを口にし、ラウルに怪人は自分を捕まえるのをやめないだろうと語る。ラウルは怪人が作曲したオペラが上演されれば必ず姿を現すだろうと確信し、この機会に怪人を捕らえようと計画する。『ドンファンの勝利』上演当日、銃で武装した警官隊がオペラ座に配備され、ラウルもボックス席から舞台を見守る。公演は順調に進みクリスティーヌの出番となったが、怪人がドンファン役の俳優を舞台裏でひそかに殺し、ドンファン役に成り代わって舞台に立つ。何事もなかったかのように公演は進むが、クリスティーヌやラウル、マダム・ジリーは何かおかしいと思い始めていた。そのうちに怪人に気付いたラウルは警官隊に合図を送るが、自分は何もすることができずにただ見守るしかない。舞台のクライマックスに近づき怪人とクリスティーヌはキスを交わそうとするが、クリスティーヌが怪人の仮面を取ってその顔を観衆の目の前にさらした。観客全員が怪人の醜い顔を目撃し恐れて叫ぶ中、怪人はシャンデリアを落下させてオペラ座に火を放ち、クリスティーヌを連れて隠れ家へと逃げ去る。
オペラ座が混乱に陥る中、ラウルはマダム・ジリーから怪人の隠れ家を聞き出し、クリスティーヌを助けに行く。一方怪人は、奪った婚約指輪をクリスティーヌに渡し、ウエディングドレスを着せて自らの愛を訴え再び求婚する。クリスティーヌはそんな怪人に、彼の見た目を恐れてはいないが、怪人の怒りの激しさや、欲しいものを手に入れるために殺人をもいとわない姿を恐れていると伝える。その直後、ラウルが隠れ家を見つけ出し怪人と対峙するが隙をつかれ、縄で体の自由を奪われる。怪人はラウルを人質に、自らの求婚を受け入れなければラウルを殺すとクリスティーヌを脅す。クリスティーヌはどちらも選択することができず、このような形でしか愛を伝えられない怪人を憐れみながら、怪人に近づき情熱的なキスをして「あなたはひとりぼっちではない」と伝える。遅ればせながら隠れ家に警官隊が近づく中、生まれて初めて愛に触れ、ショックを受けた怪人は自分の残忍な行為を恥じてクリスティーヌとラウルを解放し二度と戻ってこないように言い渡す。悲しみに暮れる怪人を後にし、クリスティーヌとラウルは小舟に乗って隠れ家を後にする。
一人残された怪人が小さな猿のオルゴールの前で歌を口ずさんでいると、人の気配がし、怪人は目を上げる。そこには、クリスティーヌが立っていた。怪人は近づいてくるクリスティーヌに小さく愛をつぶやき、クリスティーヌは静かにラウルとの婚約指輪を外して怪人に握らせる。今度こそクリスティーヌとラウルが立ち去ると、怪人は地下の隠れ家にある鏡を全て壊し、ベルベットのカーテンの裏に隠された秘密の地下道を通って姿を消す。直後に警官隊とメグが到着し隠れ家を捜索するが誰も見つけることはできず、ただ、猿のオルゴールのそばに怪人の白い仮面が残されているのをメグが見つけるのみだった。
1919年、年老いたラウルがクリスティーヌの墓を訪れ、オークションで手に入れたオルゴールを供える。しばらく墓の前で物思いにふけった後に帰ろうとすると、ふと、墓の前にバラが供えられていることに気付く。バラにはクリスティーヌの婚約指輪が黒いリボンで結びつけられていた。怪人はまだ生きており、クリスティーヌを愛し続けているのであった。

## キャスト
| 役名           | 俳優                     | 日本語吹替                          |
| 役名           | 俳優                     | 日本テレビ版                        |
| -------------- | ------------------------ | ----------------------------------- |
| 怪人           | ジェラルド・バトラー     | 高井治                              |
| クリスティーヌ | エミー・ロッサム         | 沼尾みゆき                          |
| ラウル         | パトリック・ウィルソン   | 佐野正幸                            |
| マダム・ジリー | ミランダ・リチャードソン | 横山幸江                            |
| カルロッタ     | ミニー・ドライヴァー     | 種子島美樹（歌） 中野今日子（台詞） |
| フィルマン     | キアラン・ハインズ       | 青木朗                              |
| アンドレ       | サイモン・キャロウ       | 林和男                              |
| メグ・ジリー   | ジェニファー・エリソン   | 五所真理子                          |
| ピアンジ       | ヴィクター・マクガイア   | 半場俊一郎                          |
| ブケー         | ケヴィン・マクナリー     | 維田修二                            |

- 日本テレビ版吹替：初回放送2010年12月17日『金曜ロードショー』21:00-23:24 ※BD収録（正味約118分）

## スタッフ
- 監督：ジョエル・シュマッカー
- 脚本：ジョエル・シューマカー、アンドリュー・ロイド・ウェバー
- 原作：ガストン・ルルー
- 製作：アンドルー・ロイド・ウェバー
- 製作総指揮：ポール・ヒッチコックオースティン・ショウ、ジェフ・アッバリー、ジュリア・ブラックマン、キース・カズンズ、ルイーズ・グッドシル、ラルフ・カンプ
- 音楽：アンドリュー・ロイド・ウェバー
- 撮影：ジョン・マシソン
- 編集：テリー・ローリングス

- 演出・日本語版台本：浅利慶太
- 台詞演出：藤川和彦、阿川建一郎、木村絵理子
- 音楽演出：鎮守めぐみ、北澤裕輔、市之瀬洋一
- 調整：田中和成、宮坂保彦
- 編集：ビームテレビセンター、プロセンスタジオ
- 録音スタジオ：サウンドインスタジオ、一口坂スタジオ、オムニバス・ジャパン
- 担当：久保田康裕、清水和人
- プロデューサー：宮崎啓子、明比雪、西憲彦、稲毛弘之
- プロデューサー補：野地玲子、村田摩耶
- チーフプロデューサー：前田伸一郎
- 制作協力：AXON、飯島幸子、岡部友明
- 制作：東北新社、日本テレビ、劇団四季

## 製作

### 経緯
1989年初頭、ワーナー・ブラザースは映画化権を購入し、ロイド・ウェバーが総合芸術監督となった。最上級の監督たちが名乗りを上げたが、ロイド・ウェバーとワーナーはすぐにジョエル・シュマッカーを採用した。ロイド・ウェバーはシュマッカー監督の『ロストボーイ』での音楽の使い方に印象付けられたのだった。同年、ロイド・ウェバーとシュマッカーは脚本を執筆し、オリジナル舞台版に主演したマイケル・クロフォードとサラ・ブライトマンが映画版にもキャスティングされた。1990年7月、イングランドにあるパインウッド・スタジオにて2,500万ドルの予算で撮影されることとなった。
しかし撮影開始日は1990年11月まで延期になりドイツのミュンヘンにあるバベルスバーグ・スタジオ、チェコ共和国のプラハにあるバランドフ撮影所の2ヶ所で撮影されることとなった。ロイド・ウェバーとブライトマンの離婚により行き詰っていたのだ。シュマッカーは「全てが暗礁に乗り上げ」、「他の仕事で実に忙しくなった」と語った。その結果1990年代を通して製作は棚上げとなった。1997年2月、シュマッカーは再度取り掛かろうとしたが、結局『バットマン』、『ニューオーリンズ・トライアル』、『ドリームガールズ』のため降板した。ワーナーは主演にジョン・トラボルタのキャスティングを熱望していたが、同時にテレビの特別番組『Andrew Lloyd Webber: The Royal Albert Hall Celebration 』で怪人役を歌うためヴォーカル・レッスンをしていたアントニオ・バンデラスとも接触した。
2002年12月、シュマッカーとロイド・ウェバーは『オペラ座の怪人』の製作を再開した。2003年1月、ロイド・ウェバーが個人的に『オペラ座の怪人』を製作するため、自身が所有するリアリー・ユースフル・グループがワーナーから映画化権を買い取った。ロイド・ウェバーは自費600万ドルを投資した。『オペラ座の怪人』は予算5,500万ドルで製作されることとなった。さらに1,500万ドルが宣伝費用として追加され、予算は計7千万ドルとなった。ワーナーはファーストルック契約の権利が与えられたが、主要キャストが決まってからの2003年6月に契約した。

### キャスティング
ヒュー・ジャックマンが怪人役のオーディション参加のオファーを受けたが、『ヴァン・ヘルシング』のため多忙であった。2003年4月のインタビューで「彼らはしきりに私の予定を聞いてきた」「おそらく20名位の俳優に声をかけていたと思う。残念ながら私はできなかった。とても残念だ」と語った。ロイド・ウェバーは「ややロックンロールの素質がある人が欲しかった」と語った。「彼はやや粗く、やや危険で、従来の歌手とは違う。クリスティーヌは怪人の危険な魅力にひかれるのだ」と語った。シュマッカーはジェラルド・バトラーの『ドラキュリア』の演技が印象に残っていた。オーディション前にプロの歌手の経験のないバトラーが4回ヴォーカル・レッスンを受けただけでロイド・ウェバーの前で『The Music of the Night 』を歌った。
2003年3月、ケイティ・ホームズがヴォーカル・レッスンを受け始め、クリスティーヌ役最有力候補とされていた。しかし2004年、クラシックのソプラノのトレーニングを受けていたアン・ハサウェイに最有力候補が移った。しかし契約により出演が必須であった『プリティ・プリンセス2/ロイヤル・ウェディング』とスケジュールが重なり断念した。その後エミー・ロッサムが浮上した。ロッサムは怪人とクリスティーヌの関係性をジョージ・バランシンとスザンヌ・ファレルの関係になぞった。パトリック・ウィルソンがそれまでのブロードウェイでの経歴が評価されラウル役にキャスティングされた。カルロッタ役にはミニー・ドライヴァーが傲慢なプリマドンナを大げさなキャンプとして役作りした。キアラン・ハインズは歌の経験に欠けるが、『ヴェロニカ・ゲリン』で関わったことのあるシュマッカーがリチャード・フィルマン役に配役した。ラミン・カリムルーがクリスティーヌの父グスタフ・ダーエの肖像として登場するが、カリムルーはのちにロンドンのウエスト・エンドで怪人役およびラウル役を演じることとなった。

### 撮影
2003年9月15日から2004年1月15日、プリンシパル・フォトグラフィの撮影が行われた。パインウッド・スタジオの8ヶ所のサウンド・ステージを使用し、バックロットにガルニエ宮の下半分の外観が建てられた。上半分はComputer Generated Imagery（CGI）とシネサイト製スケールモデルを併用して撮影された。『All I Ask of You 』のパリの街並みはマットペイントで作成された.。シャンデリアは実際のセットには大きすぎるため、シネサイトがミニチュアのシャンデリアを作成した。
プロダクション・デザイナーのアンソニー・D・G・プラットは、オリジナルのパリ・オペラ・ハウスを設計したフランスの建築家シャルル・ガルニエの他、エドガー・ドガ、ジョン・シンガー・サージェント、ギュスターヴ・カイユボット、ラファエル前派、ダンテ・ゲイブリエル・ロセッティなどの影響を受けている。シュマッカーはジャン・コクトーの『美女と野獣』（1946年）の中のシャンデリアのあるホールに影響を受けている。墓地はペール・ラシェーズ墓地とモンパルナス墓地を基にしている。衣裳デザインのアレクサンドラ・バーンは仮面舞踏会のシーンで黒、白、金、銀をメインに使用した。

## 備考
- 劇中に登場するシャンデリアはスワロフスキー社製の物で、およそ1億2000万円の費用をかけて製作された。シャンデリアが落下するシーンはいわゆる「一発撮り」で撮影され、落下の際に落としたシャンデリアはガラス製の物である。
- 日本の配給会社であるギャガは、2009年に本作の日本語吹き替え版を製作すると発表していたが、諸事情により実現することはなかった。しかし、2010年に日本テレビが劇団四季と共同で製作することが決定。2010年12月17日の「金曜ロードショー」で、台詞と歌の両方が吹き替えられている「特別版」として放送された[25]。映画版オリジナルの音源に、四季俳優の歌と台詞があてこまれている。ただし、放送時間の都合により、一部のシーンはカットされている。後にこの吹き替えは、2012年に発売された「Blu-ray コレクターズ・エディション」に収録された。（また、2019年11月20日には、NBCユニバーサル・エンターテイメントジャパンから発売される廉価盤にも収録された。
- この映画を最後に東京都千代田区有楽町にあった東宝系映画館『日比谷映画』が閉館（2005年4月8日）した。当初は『あずみ2 Death or Love』が最終上映作になる予定だったが、不入りによりシャンテ・シネ（現：TOHOシネマズシャンテ）に移行された。
- 2009年3月31日、京都府京都市にあった東宝系映画館『東宝公楽』は、本作の特別上映をもって閉館した。